# Schleußengut
Das Schleußengut, nach der Hauptstraße auch „Die Schleuße“ genannt, ist eine Siedlung des Stadtteils Obergrochlitz/Caselwitz und gehört zur Stadt Greiz im Landkreis Greiz in Thüringen.

## Lage
Das Schleußengut liegt nördlich von Obergrochlitz, östlich von Untergrochlitz und westlich von Obertannendorf auf einer Anhöhe. Die Lage stellt den höchsten Punkt des Stadtteils dar. In der Siedlung steht auch der Hochbehälter Greiz-Obergrochlitz. In der Schleuße existieren hauptsächlich Einfamilienhäuser und Gärten, weiterhin zwei ältere Gehöfte.

## Geschichte
Das Schleußengut stellt den Ursprung des heutigen Obergrochlitz dar. Dieser Ort bestand bis zur Mitte des 18. Jahrhunderts lediglich aus dem Kammergut Grochlitz bei der Schleuße. Ab 1752 entstand unterhalb der heutige Ort. Das Gut wurde später zum Staatsgut umgewandelt, 1947 teilweise abgerissen und durch Neubauernstellen ersetzt. Auch das Gasthaus Schleuße wurde 2001 abgerissen.

## Verkehr
Die verkehrliche Anbindung geschieht hauptsächlich über die einzige befestigte Straße Schleuße nach Obergrochlitz. Feldwege verbinden die Siedlung mit den anderen angrenzenden Orten und dem nördlich gelegenen Wald, der zum Waldbezirk Heinrichsgrün gehört. Der Öffentliche Personennahverkehr fährt die Siedlung nicht an.
In der Schleuße liegt der 1930 eröffnete Flugplatz Greiz-Obergrochlitz, ein regional bedeutender Sportflugplatz.

## Sonstiges
Die Eichengruppe am Milchacker in der Schleuße gilt als Baumdenkmal.
Überregional bekannt ist die Siedlung durch das Team Schleuße, welches regelmäßig an verschiedenen sportlichen Veranstaltungen in der Umgebung teilnimmt.